# Det ridderlige Akademi
|  | "Det ridderlige Akademi" har også været et andet navn for Sorø Akademi |
Det ridderlige Akademi var 1691-1710 en kadetskole på Nytorv i København. Da akademiet officielt blev indviet på kongens fødselsdag 15. april 1692, blev der slået en medalje med en hest mellem Pallas Athene og Mars.
Ved stiftelsen overtog skolen Christian IV's akademis bibliotek.
Akademiet lukkede i 1710 på grund af manglende søgning. Efter lukningen af akademiet flyttede Højesteret ind, og i 1727 overtoges bygningen af Vajsenhuset.
Akademiet blev ledet af en overhofmester.

## Overhofmestre
Denne liste er ufuldstændig; hjælp gerne med at udfylde den.
- 1691-1695 Wiglas von Schindel
- 1695-1698 Marcus Giøe
- 1698-1699 Christian von Lente
- 1699-1703 Carl von Ahlefeldt
- 1703-1710 Henrich Ernst von Calnein. Blev 1711 amtmand Riberhus amt og stiftamtmand Ribe stift.